# 阿米蒂維爾 (紐約州)
阿米蒂維爾（英語：Amityville）是位於美國紐約州薩福克縣的村。

## 人口
根據2020年美國人口普查的數據，阿米蒂維爾的面積為6.41平方千米，當中陸地面積為5.32平方千米，而水域面積為1.08平方千米。當地共有人口9500人，而人口密度為每平方千米1,482人。